# Telfairia
Genre
Telfairia Hook. est un genre de plantes à fleurs de la famille des Cucurbitaceae.

## Liste d'espèces
Selon Catalogue of Life (9 décembre 2017) :
- Telfairia batesii Keraudr.
- Telfairia occidentalis Hook. fil.
- Telfairia pedata (Sims) Hook.

Selon GRIN (9 décembre 2017) :
- Telfairia occidentalis Hook. f.
- Telfairia pedata (Sm.) Hook.

Selon ITIS (9 décembre 2017) :
- Telfairia occidentalis Hook. f.
- Telfairia pedata (Sm. ex Sims) Hook.

Selon NCBI (9 décembre 2017) :
- Telfairia occidentalis
- Telfairia pedata

Selon The Plant List (9 décembre 2017) :
- Telfairia batesii Keraudren
- Telfairia occidentalis Hook.f.
- Telfairia pedata (Sm.) Hook.

Selon Tropicos (9 décembre 2017) (Attention liste brute contenant possiblement des synonymes) :
- Telfairia batesii Keraudren
- Telfairia occidentalis Hook. f.
- Telfairia pedata (Sm. ex Sims) Hook.